# Grand Prix automobile d'Allemagne 2010
GP précédent GP suivant
Le Grand Prix automobile d'Allemagne 2010 (Formula 1 Grosser Preis Santander von Deutschland 2010), disputé sur le Circuit d'Hockenheim le 25 juillet 2010, est la cinquante-septième édition du Grand Prix, la 831e épreuve du championnat du monde de Formule 1 courue depuis 1950 et la onzième manche du championnat 2010.

## Essais libres

### Vendredi matin
| Pos. | Pilote             | Voiture              | Chrono         | Écart     |
| ---- | ------------------ | -------------------- | -------------- | --------- |
| 1    | Adrian Sutil       | Force India-Mercedes | 1 min 25 s 701 |           |
| 2    | Felipe Massa       | Ferrari              | 1 min 26 s 850 | + 1 s 149 |
| 3    | Jenson Button      | McLaren-Mercedes     | 1 min 26 s 936 | + 1 s 235 |
| 4    | Rubens Barrichello | Williams-Cosworth    | 1 min 26 s 947 | + 1 s 246 |
| 5    | Vitaly Petrov      | Renault              | 1 min 26 s 948 | + 1 s 247 |
| 6    | Nico Rosberg       | Mercedes             | 1 min 27 s 448 | + 1 s 747 |

- Note : Fairuz Fauzy, pilote essayeur chez Lotus Racing, remplace Heikki Kovalainen lors de cette séance d'essais.

### Vendredi après-midi

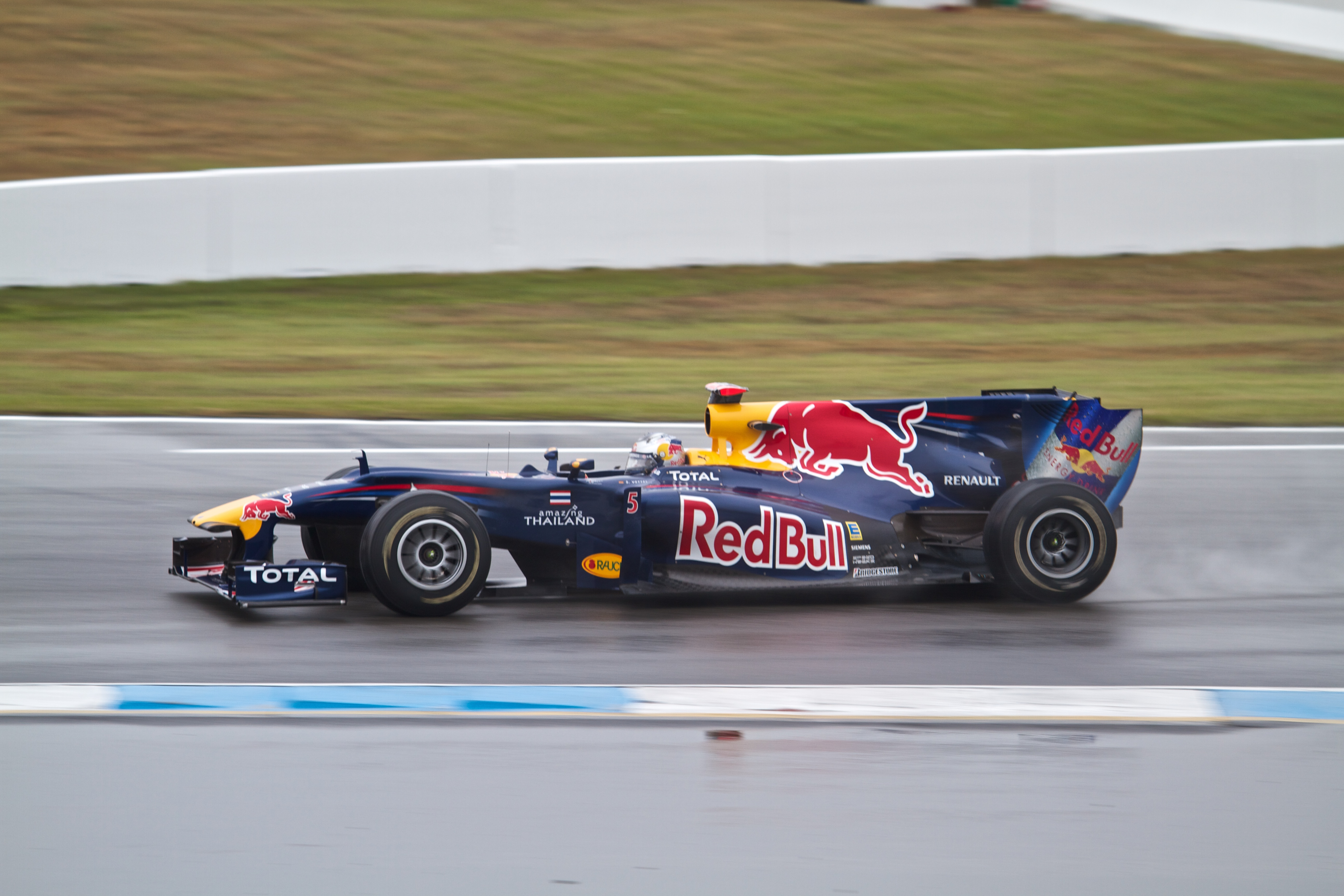
Auteur de la pole position, Sebastian Vettel se classe troisième du Grand Prix

| Pos. | Pilote             | Voiture          | Chrono         | Écart     |
| ---- | ------------------ | ---------------- | -------------- | --------- |
| 1    | Fernando Alonso    | Ferrari          | 1 min 16 s 265 |           |
| 2    | Sebastian Vettel   | Red Bull-Renault | 1 min 16 s 294 | + 0 s 029 |
| 3    | Felipe Massa       | Ferrari          | 1 min 16 s 438 | + 0 s 173 |
| 4    | Mark Webber        | Red Bull-Renault | 1 min 16 s 585 | + 0 s 320 |
| 5    | Nico Rosberg       | Mercedes         | 1 min 16 s 827 | + 0 s 562 |
| 6    | Michael Schumacher | Mercedes         | 1 min 16 s 971 | + 0 s 706 |

### Samedi matin

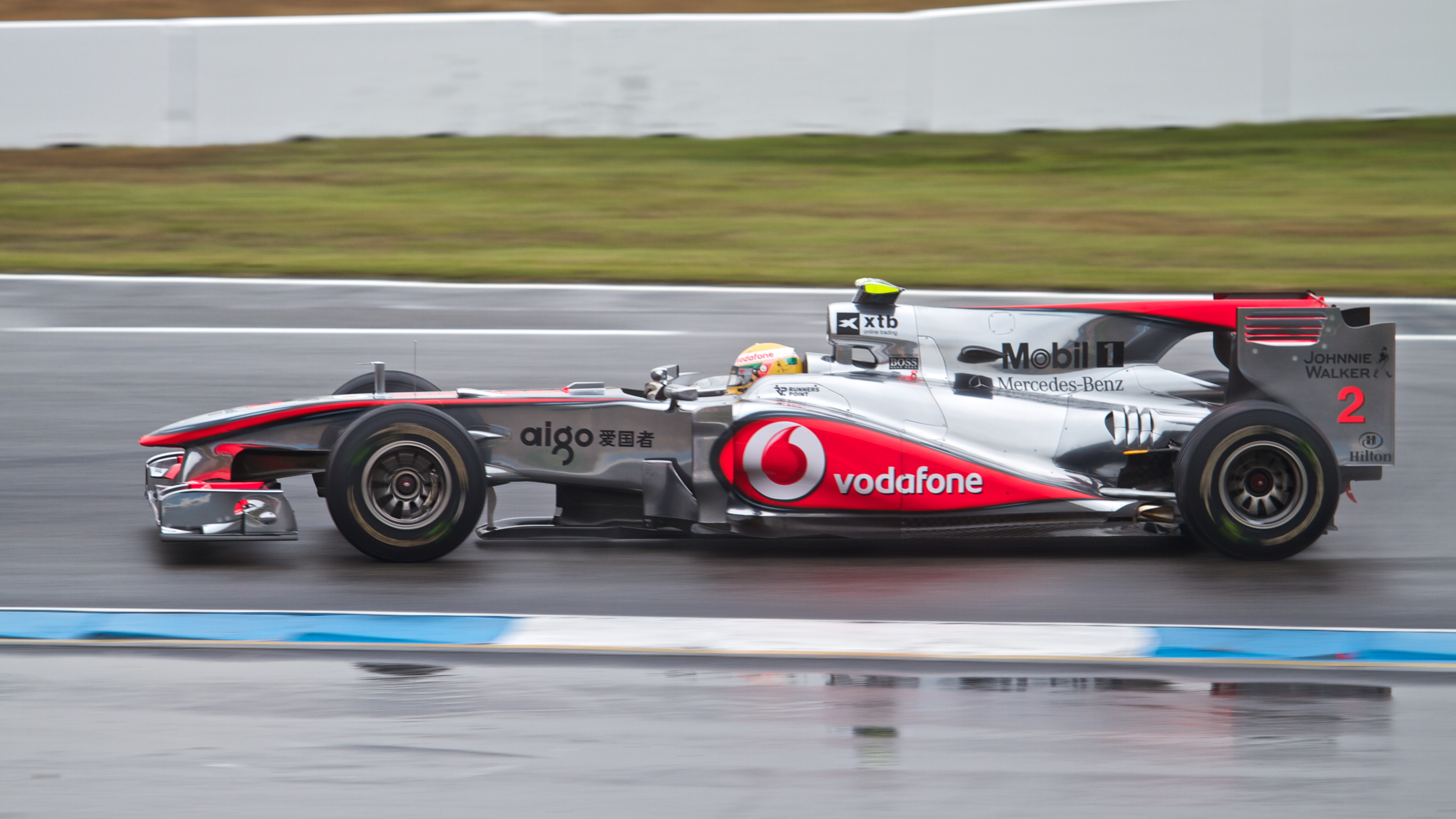
Lewis Hamilton se classe quatrième de la course

| Pos. | Pilote           | Voiture          | Chrono         | Écart     |
| ---- | ---------------- | ---------------- | -------------- | --------- |
| 1    | Sebastian Vettel | Red Bull-Renault | 1 min 15 s 103 |           |
| 2    | Fernando Alonso  | Ferrari          | 1 min 15 s 387 | + 0 s 284 |
| 3    | Mark Webber      | Red Bull-Renault | 1 min 15 s 708 | + 0 s 605 |
| 4    | Felipe Massa     | Ferrari          | 1 min 15 s 854 | + 0 s 751 |
| 5    | Nico Rosberg     | Mercedes         | 1 min 16 s 046 | + 0 s 943 |
| 6    | Lewis Hamilton   | McLaren-Mercedes | 1 min 16 s 207 | + 1 s 104 |

## Grille de départ

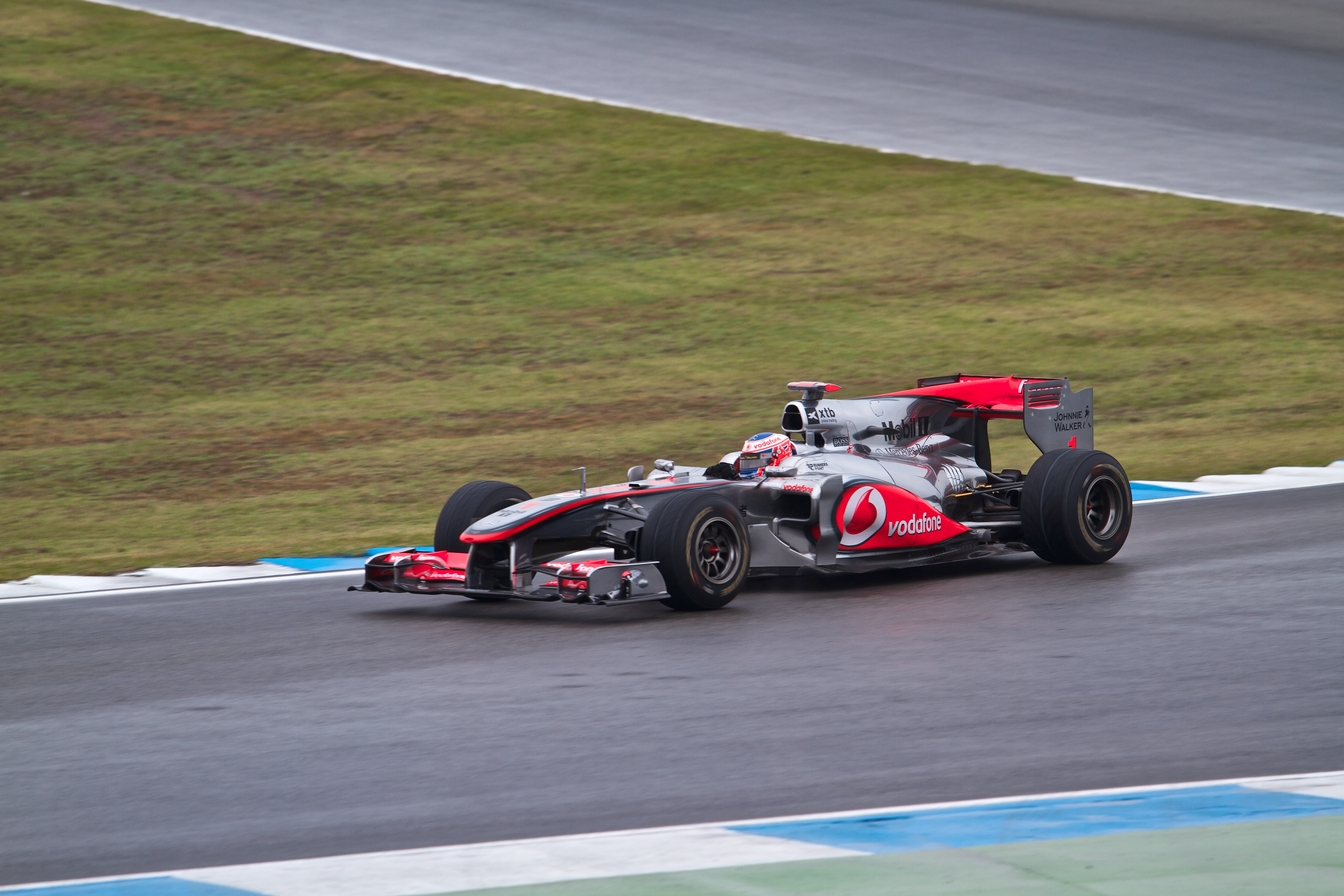
Jenson Button, cinquième du Grand Prix d'Allemagne

| Pos. | Pilote             | Écurie               | Qualifications 1  | Qualifications 2 | Qualifications 3 |
| ---- | ------------------ | -------------------- | ----------------- | ---------------- | ---------------- |
| 1    | Sebastian Vettel   | Red Bull-Renault     | 1 min 15 s 152    | 1 min 14 s 249   | 1 min 13 s 791   |
| 2    | Fernando Alonso    | Ferrari              | 1 min 14 s 808    | 1 min 14 s 081   | 1 min 13 s 793   |
| 3    | Felipe Massa       | Ferrari              | 1 min 15 s 216    | 1 min 14 s 478   | 1 min 14 s 290   |
| 4    | Mark Webber        | Red Bull-Renault     | 1 min 15 s 334    | 1 min 14 s 340   | 1 min 14 s 347   |
| 5    | Jenson Button      | McLaren-Mercedes     | 1 min 15 s 823    | 1 min 14 s 716   | 1 min 14 s 427   |
| 6    | Lewis Hamilton     | McLaren-Mercedes     | 1 min 15 s 505    | 1 min 14 s 488   | 1 min 14 s 566   |
| 7    | Robert Kubica      | Renault              | 1 min 15 s 736    | 1 min 14 s 835   | 1 min 15 s 079   |
| 8    | Rubens Barrichello | Williams-Cosworth    | 1 min 16 s 398    | 1 min 14 s 698   | 1 min 15 s 109   |
| 9    | Nico Rosberg       | Mercedes             | 1 min 16 s 178    | 1 min 15 s 018   | 1 min 15 s 179   |
| 10   | Nico Hülkenberg    | Williams-Cosworth    | 1 min 16 s 387    | 1 min 14 s 943   | 1 min 15 s 339   |
| 11   | Michael Schumacher | Mercedes             | 1 min 16 s 084    | 1 min 15 s 026   |                  |
| 12   | Kamui Kobayashi    | BMW Sauber-Ferrari   | 1 min 15 s 951    | 1 min 15 s 084   |                  |
| 13   | Vitaly Petrov      | Renault              | 1 min 16 s 521    | 1 min 15 s 307   |                  |
| 14   | Pedro de la Rosa   | BMW Sauber-Ferrari   | 1 min 16 s 450    | 1 min 15 s 550   |                  |
| 15   | Jaime Alguersuari  | Toro Rosso-Ferrari   | 1 min 16 s 664    | 1 min 15 s 588   |                  |
| 16   | Sébastien Buemi    | Toro Rosso-Ferrari   | 1 min 16 s 029    | 1 min 15 s 974   |                  |
| 17   | Jarno Trulli       | Lotus-Cosworth       | 1 min 17 s 583    |                  |                  |
| 18   | Heikki Kovalainen  | Lotus-Cosworth       | 1 min 18 s 300    |                  |                  |
| 19   | Adrian Sutil       | Force India-Mercedes | 1 min 16 s 220    | 1 min 15 s 467   |                  |
| 20   | Timo Glock         | Virgin-Cosworth      | 1 min 18 s 343    |                  |                  |
| 21   | Bruno Senna        | HRT-Cosworth         | 1 min 18 s 592    |                  |                  |
| 22   | Vitantonio Liuzzi  | Force India-Mercedes | 1 min 18 s 952    |                  |                  |
| 23   | Sakon Yamamoto     | HRT-Cosworth         | 1 min 19 s 844    |                  |                  |
| 24   | Lucas di Grassi    | Virgin-Cosworth      | Non participation |                  |                  |

- Notes :
  - La direction de course a neutralisé la séance en Q1 alors qu'il restait 14 minutes et 30 secondes à la suite de la violente sortie de piste de Vitantonio Liuzzi à la sortie du dernier virage. La séance a repris après l'évacuation des débris parsemés sur la piste.
  - Adrian Sutil, auteur du 14e temps des qualifications a été pénalisé de 5 places sur la grille de départ à la suite d'un changement de boîte de vitesses. Il s'élancera de la 19e place.
  - Timo Glock, auteur du 20e temps des qualifications a été pénalisé de 5 places sur la grille de départ à la suite d'un changement de boîte de vitesses. Il s'élancera de la 24e place.
  - Lucas di Grassi n'a pas pris part à la séance de qualification et s'élancera de la 23e place de la grille de départ (et non de la 24e et dernière) à la suite de la pénalité infligée à Timo Glock.

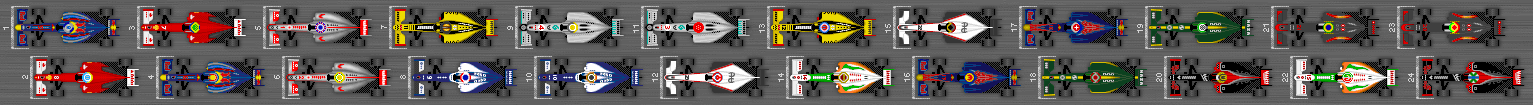
La grille de qualification du Grand Prix.

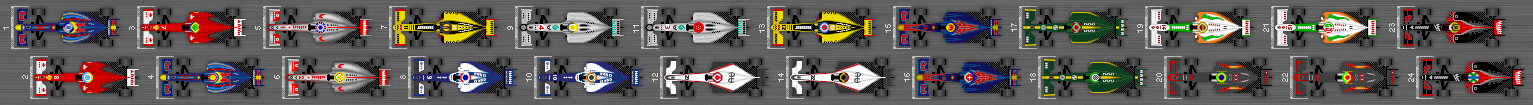
La grille de départ du Grand Prix.

## Course

### Déroulement de l'épreuve

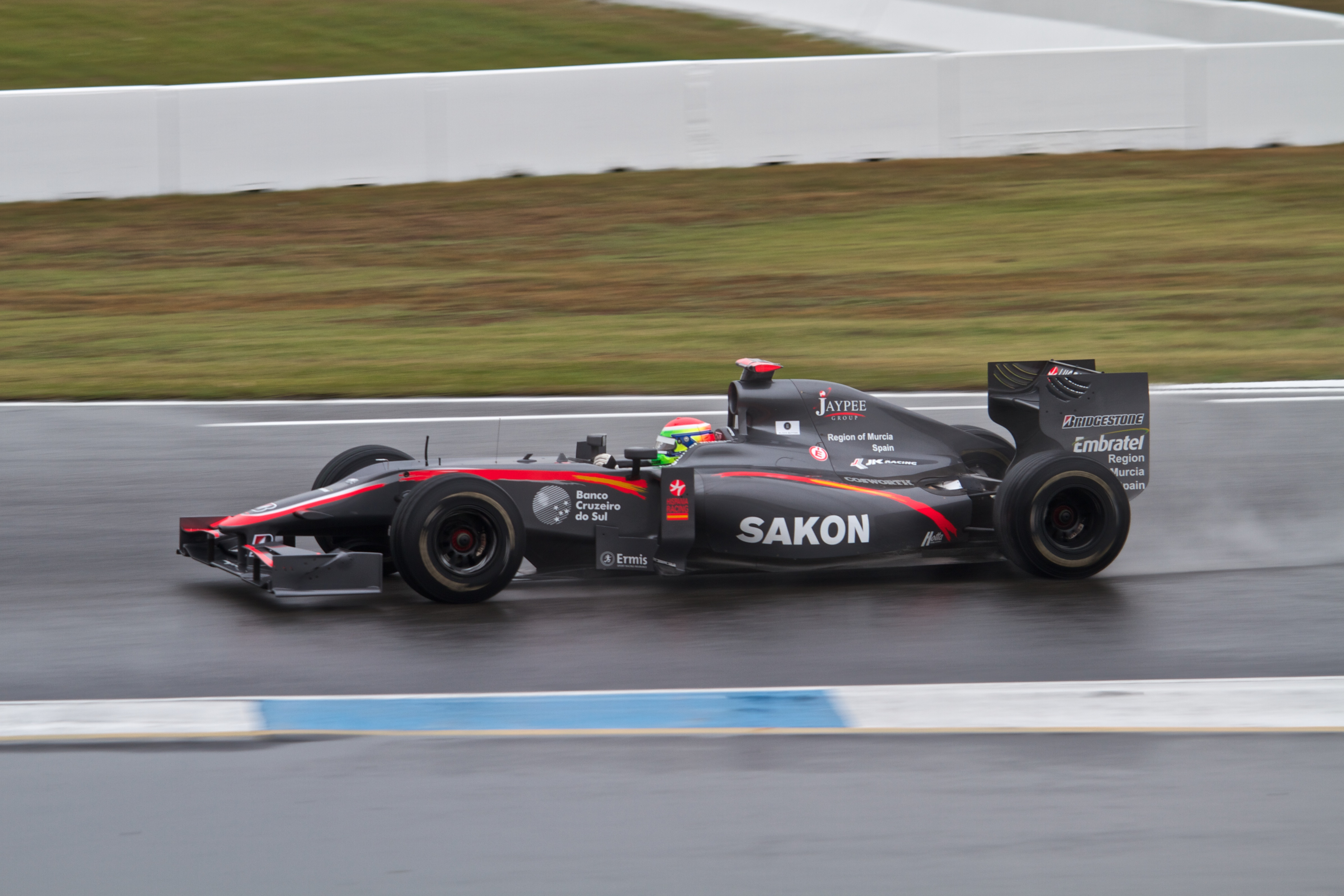
Sakon Yamamoto a remplacé Karun Chandhok lors du Grand Prix d'Allemagne

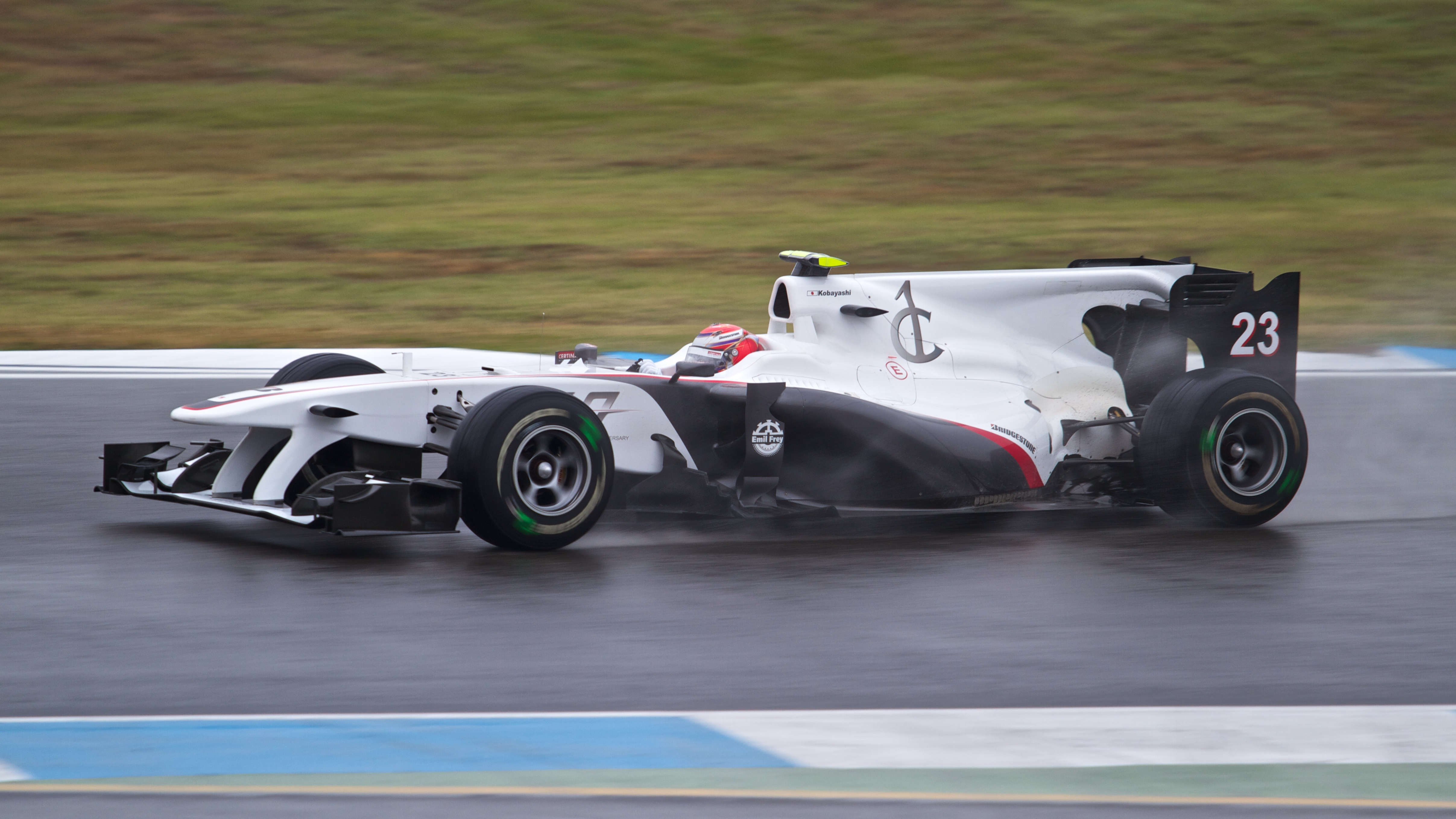
Kamui Kobayashi sur la piste d'Hockenheim

Sur la ligne de départ, la température de l’air est de 22 °C et celle de la piste de 36 °C. À l’extinction des feux, Sebastian Vettel, en pole position, serre Fernando Alonso contre le muret des stands, laissant ainsi la porte ouverte à Felipe Massa, troisième sur la grille, qui prend la tête de la course dès le premier virage. Au premier passage, Massa devance Alonso, Vettel, Lewis Hamilton, Mark Webber, Jenson Button, Robert Kubica, Michael Schumacher, Nico Rosberg et Kamui Kobayashi. Adrian Sutil, Vitantonio Liuzzi, Sébastien Buemi, Jarno Trulli et Jaime Alguersuari doivent quant à eux repasser par leur stand pour réparer les dégâts causés dans un accrochage ou à cause de soucis techniques.
En tête de course, Massa creuse un petit écart et, au sixième tour, compte une avance de 1 seconde sur Alonso, 3 s sur Vettel, 4 s sur Hamilton, 5 s sur Webber, 8 s sur Button, 12 s sur Kubica, 13 s sur Schumacher, 14 s sur Rosberg et 15 s sur Kobayashi. Vettel rentre le premier chausser des gommes dures au douzième tour, Alonso et Webber l’imitent au tour suivant, Massa, Hamilton, Schumacher et Barrichello au quatorzième passage.
Massa reprend piste devant son équipier Alonso qui se montre menaçant car Vettel revient sur lui. Profitant du dépassement de retardataires, Alonso est sur le point de dépasser Massa qui conserve néanmoins sa première place. Au vingt-cinquième tour, le top 10 est constitué de Massa, Alonso à 2 s, Vettel à 4 s, Hamilton à 12 s, Button à 13 s, Webber à 14 s, Nico Hülkenberg à 24 s, Pedro de la Rosa à 30 s, Kubica à 33 s et Rosberg à 35 s. Parmi les dix premiers, seuls Hülkenberg et de la Rosa n’ont pas encore changé leurs pneus.
En tête de course, Alonso se relance à l’attaque de Massa : au quarantième tour, il n’y a plus que 1 s 2 d’écart entre les deux pilotes. Au quarante-huitième tour, Massa ralentit fortement et laisse passer Alonso dans la ligne droite : la Scuderia vient en effet de lui adresser ce message, qui peut être interprété comme une consigne d'équipe : « Fernando est plus rapide que toi. Peux-tu nous confirmer que tu as bien compris ce message ? ».
Si Fernando Alonso remporte la victoire, Ferrari est jugée coupable d’avoir donné un ordre d’équipe qui a interféré avec la course (violation de l'article 39.1 du règlement sportif de la Formule 1) et sera également convoqué devant le conseil mondial de la FIA pour avoir nuit à l’image de la Formule 1, selon l’article 151c du Code Sportif international. Felipe Massa termine second devant Sebastian Vettel, Lewis Hamilton, Jenson Button, Mark Webber, Robert Kubica, Nico Rosberg, Michael Schumacher et Vitaly Petrov.

### Classement de la course

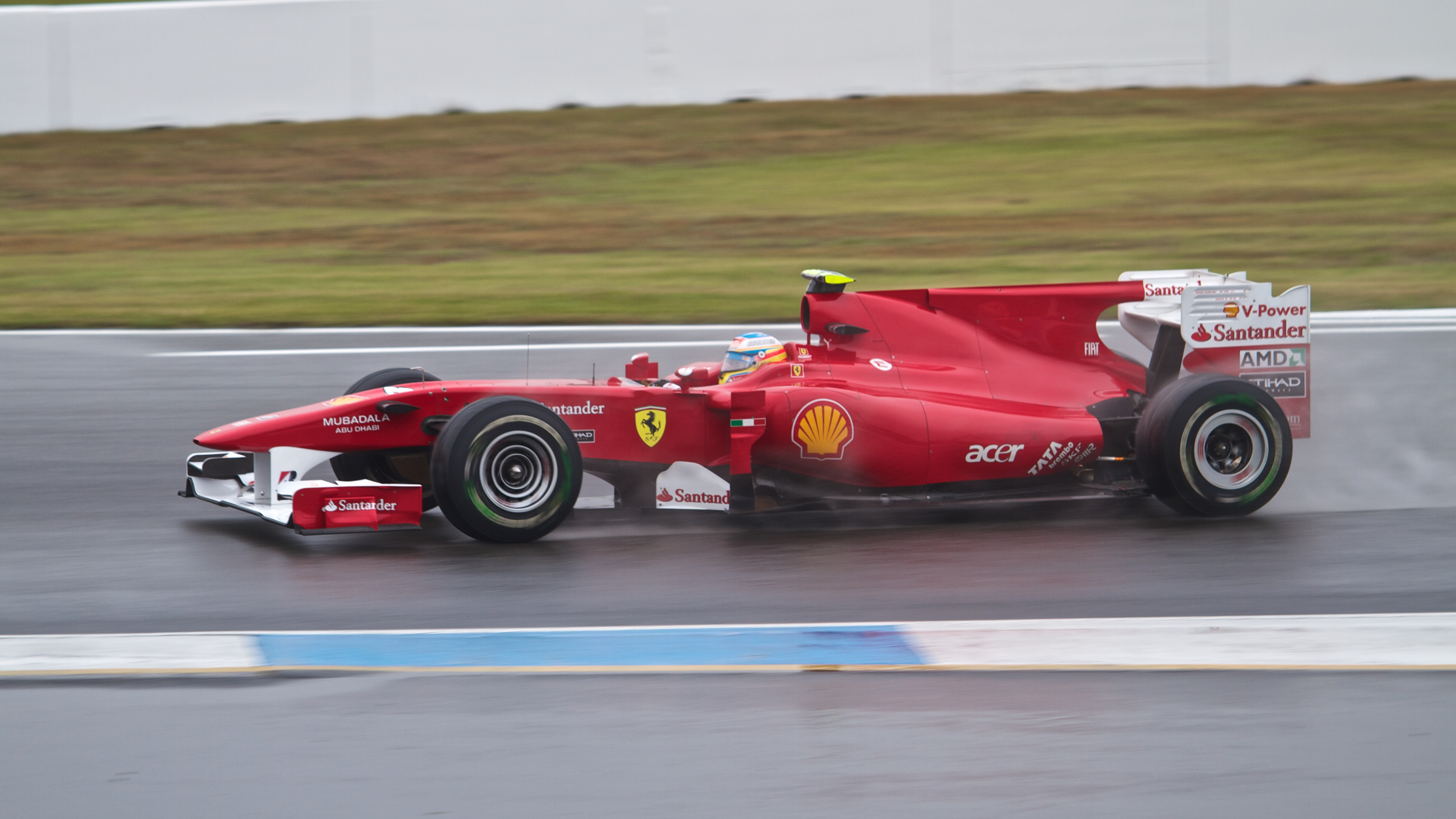
Fernando Alonso signe une victoire contestée à Hockenheim

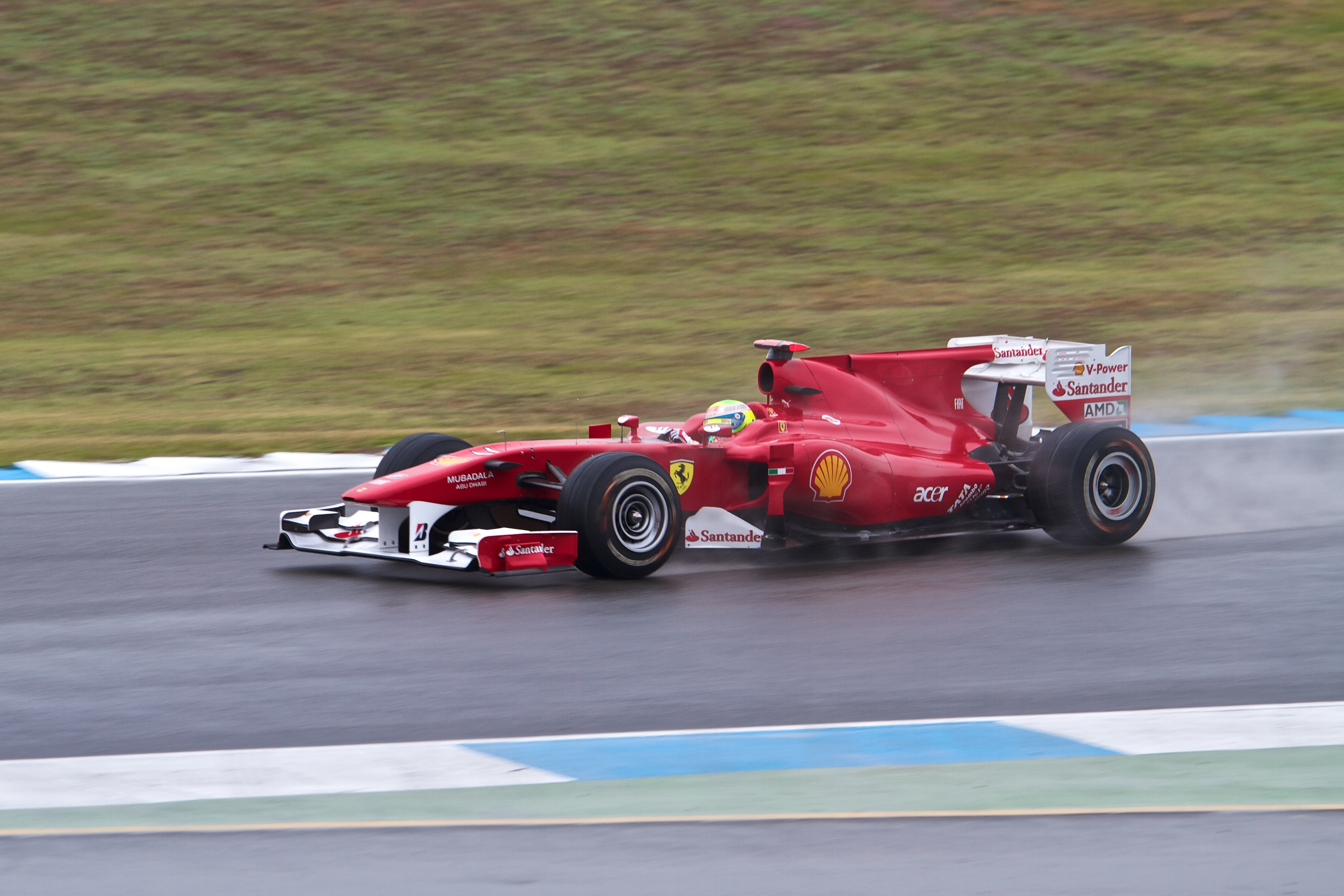
Longtemps leader de la course, Felipe Massa a cédé la victoire à son coéquipier

| Pos. | no | Pilote             | Écurie               | Tours | Temps/Abandon                      | Grille | Points |
| ---- | -- | ------------------ | -------------------- | ----- | ---------------------------------- | ------ | ------ |
| 1    | 8  | Fernando Alonso    | Ferrari              | 67    | 1 h 27 min 38 s 684 (209,788 km/h) | 2      | 25     |
| 2    | 7  | Felipe Massa       | Ferrari              | 67    | + 4 s 196                          | 3      | 18     |
| 3    | 5  | Sebastian Vettel   | Red Bull-Renault     | 67    | + 5 s 121                          | 1      | 15     |
| 4    | 2  | Lewis Hamilton     | McLaren-Mercedes     | 67    | + 26 s 896                         | 6      | 12     |
| 5    | 1  | Jenson Button      | McLaren-Mercedes     | 67    | + 29 s 482                         | 5      | 10     |
| 6    | 6  | Mark Webber        | Red Bull-Renault     | 67    | + 43 s 606                         | 4      | 8      |
| 7    | 11 | Robert Kubica      | Renault              | 66    | + 1 tour                           | 7      | 6      |
| 8    | 4  | Nico Rosberg       | Mercedes             | 66    | + 1 tour                           | 9      | 4      |
| 9    | 3  | Michael Schumacher | Mercedes             | 66    | + 1 tour                           | 11     | 2      |
| 10   | 12 | Vitaly Petrov      | Renault              | 66    | + 1 tour                           | 13     | 1      |
| 11   | 23 | Kamui Kobayashi    | BMW Sauber-Ferrari   | 66    | + 1 tour                           | 12     |        |
| 12   | 9  | Rubens Barrichello | Williams-Cosworth    | 66    | + 1 tour                           | 8      |        |
| 13   | 10 | Nico Hülkenberg    | Williams-Cosworth    | 66    | + 1 tour                           | 10     |        |
| 14   | 22 | Pedro de la Rosa   | BMW Sauber-Ferrari   | 66    | + 1 tour                           | 14     |        |
| 15   | 17 | Jaime Alguersuari  | Toro Rosso-Ferrari   | 66    | + 1 tour                           | 15     |        |
| 16   | 15 | Vitantonio Liuzzi  | Force India-Mercedes | 65    | + 2 tours                          | 21     |        |
| 17   | 14 | Adrian Sutil       | Force India-Mercedes | 65    | + 2 tours                          | 19     |        |
| 18   | 24 | Timo Glock         | Virgin-Cosworth      | 64    | + 3 tours                          | 23     |        |
| 19   | 21 | Bruno Senna        | HRT-Cosworth         | 63    | + 4 tours                          | 20     |        |
| Abd. | 19 | Heikki Kovalainen  | Lotus-Cosworth       | 56    | Collision                          | 18     |        |
| Abd. | 25 | Lucas di Grassi    | Virgin-Cosworth      | 50    | Boîte de vitesses                  | 24     |        |
| Abd. | 20 | Sakon Yamamoto     | HRT-Cosworth         | 19    | Moteur                             | 22     |        |
| Abd. | 18 | Jarno Trulli       | Lotus-Cosworth       | 3     | Boîte de vitesses                  | 17     |        |
| Abd. | 16 | Sébastien Buemi    | Toro Rosso-Ferrari   | 1     | Collision                          | 16     |        |

### Pole position et record du tour
- Pole position :  Sebastian Vettel (Red Bull-Renault) en 1 min 13 s 791 (223,149 km/h).
- Meilleur tour en course :  Sebastian Vettel (Red Bull-Renault) en 1 min 15 s 824	 (217,166 km/h) au soixante-septième tour.

### Tours en tête
- Felipe Massa (Ferrari): 40 tours (1-14 / 23-48)
- Jenson Button (McLaren-Mercedes) : 8 tours (15-22)
- Fernando Alonso (Ferrari) : 19 tours (49-67)

## Classements généraux à l'issue de la course
| Pos. | Pilote             | Écurie               | Points |
| ---- | ------------------ | -------------------- | ------ |
| 1    | Lewis Hamilton     | McLaren-Mercedes     | 157    |
| 2    | Jenson Button      | McLaren-Mercedes     | 143    |
| 3    | Mark Webber        | Red Bull-Renault     | 136    |
| 4    | Sebastian Vettel   | Red Bull-Renault     | 136    |
| 5    | Fernando Alonso    | Ferrari              | 123    |
| 6    | Nico Rosberg       | Mercedes             | 94     |
| 7    | Robert Kubica      | Renault              | 89     |
| 8    | Felipe Massa       | Ferrari              | 85     |
| 9    | Michael Schumacher | Mercedes             | 38     |
| 10   | Adrian Sutil       | Force India-Mercedes | 35     |
| 11   | Rubens Barrichello | Williams-Cosworth    | 29     |
| 12   | Kamui Kobayashi    | BMW Sauber-Ferrari   | 15     |
| 13   | Vitantonio Liuzzi  | Force India-Mercedes | 12     |
| 14   | Vitaly Petrov      | Renault              | 7      |
| 15   | Sébastien Buemi    | Toro Rosso-Ferrari   | 7      |
| 16   | Jaime Alguersuari  | Toro Rosso-Ferrari   | 3      |
| 17   | Nico Hülkenberg    | Williams-Cosworth    | 2      |

| Pos. | Écurie               | Points |
| ---- | -------------------- | ------ |
| 1    | McLaren-Mercedes     | 300    |
| 2    | Red Bull-Renault     | 272    |
| 3    | Ferrari              | 208    |
| 4    | Mercedes             | 132    |
| 5    | Renault              | 96     |
| 6    | Force India-Mercedes | 47     |
| 7    | Williams-Cosworth    | 31     |
| 8    | BMW Sauber-Ferrari   | 15     |
| 10   | Toro Rosso-Ferrari   | 10     |

## Statistiques
- 11e pole position de sa carrière pour Sebastian Vettel.
- 23e victoire de sa carrière pour Fernando Alonso.
- 212e victoire pour Ferrari en tant que constructeur.
- 213e victoire pour Ferrari en tant que motoriste.
- 81e doublé en championnat du monde pour Ferrari.
- 150e départ en Grand Prix pour Fernando Alonso.
- Fernando Alonso inscrit son 700e point en championnat du monde.
- Felipe Massa passe la barre des 400 points inscrits en championnat du monde (405 points).
- Mark Webber passe la barre des 300 points inscrits en championnat du monde (305,5 points).
- Felipe Massa passe la barre des 4000e kilomètres en tête d'un Grand Prix de championnat du monde (4164 km).
- Sakon Yamamoto, pilote essayeur chez HRT, remplace Karun Chandhok lors de ce Grand Prix, il avait remplacé Bruno Senna lors de l'épreuve précédente à Silverstone. Karun Chandhok, privé temporairement de volant, sera commentateur sur BBC Radio 5 live et assurera la couverture des essais libres du vendredi aux côtés des commentateurs habituels, David Croft et Anthony Davidson.
- Danny Sullivan (15 départs en Grands Prix de championnat du monde de Formule 1 et 1 départ hors-championnat, 2 points inscrits en 1983 chez Tyrrell Racing) a été nommé conseiller par la FIA pour aider dans leurs jugements le groupe des commissaires de course lors de ce Grand Prix.
- Les commissaires du Grand Prix ont décidé d’infliger une amende de 100 000 dollars à l’écurie Ferrari pour son comportement lors de la course qui a vu la victoire d'Alonso devant Massa à la suite d’une consigne d’équipe. L’article 39.1 du règlement sportif de la Formule 1 a été utilisé, Ferrari étant jugée coupable d’avoir donné un ordre d’équipe qui a interféré avec la course. Ferrari sera également convoqué devant le conseil mondial de la FIA pour avoir nuit à l’image de la Formule 1, selon l’article 151c du Code Sportif international.
- Les commissaires sportifs ont donné un avertissement à Force India à la suite d'une interversion des pneus montés sur les monoplaces d’Adrian Sutil et Vitantonio Liuzzi à la fin du premier tour. Les gommes destinées à Sutil ont été montées sur la monoplace de Liuzzi et inversement. L'équipe, qui a rectifié son erreur dès le tour suivant, a involontairement enfreint le règlement qui stipule que l’utilisation de pneumatiques sans l’identification appropriée peut faire encourir une pénalité de quelques positions sur la grille ou une exclusion de la course.
- Heikki Kovalainen a été réprimandé par les commissaires sportifs pour avoir accroché Pedro de la Rosa qui s’apprêtait à lui prendre un tour.